# Samt

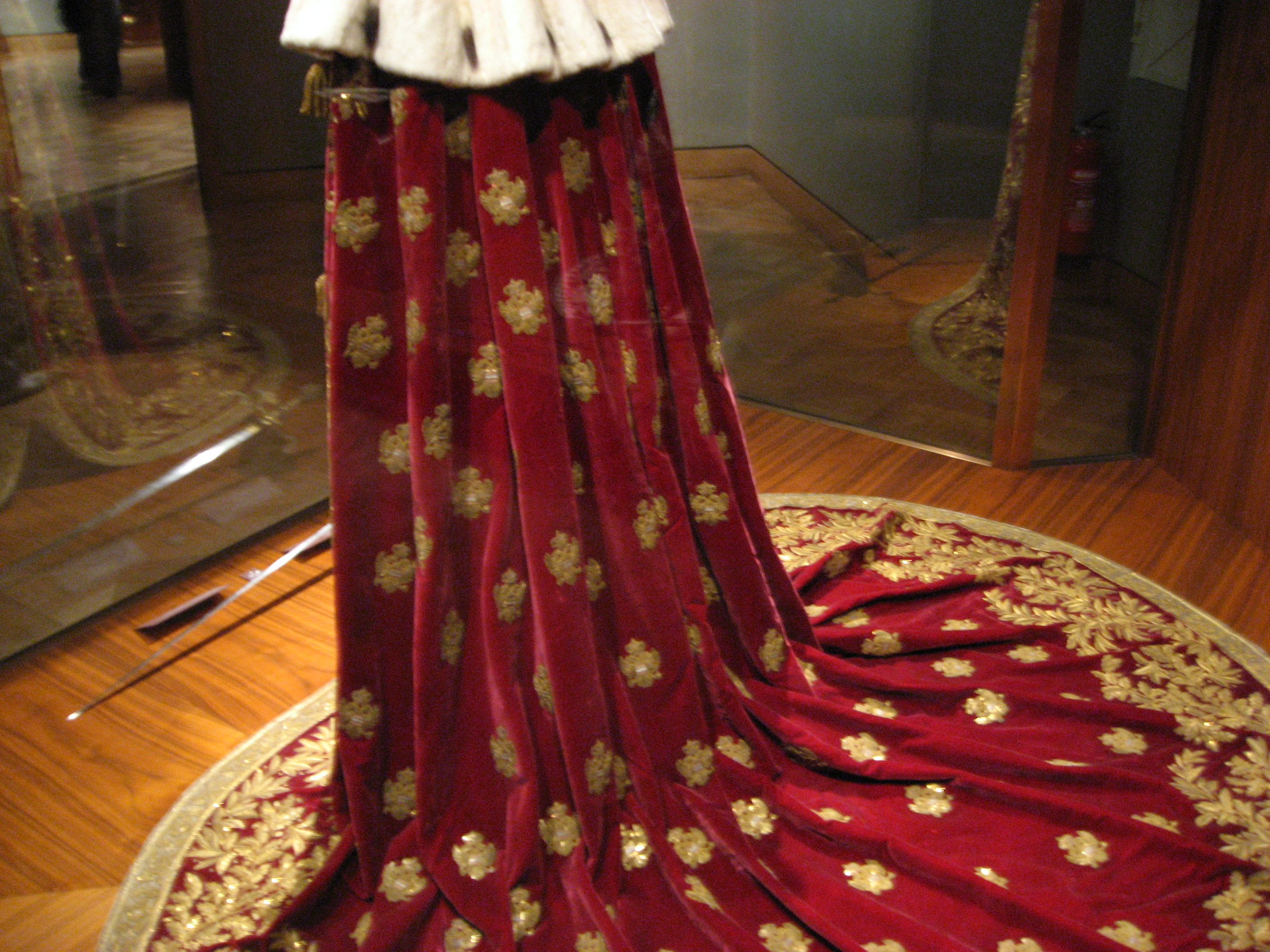
Mantel des österreichischen Kaisers Franz II. aus rotem Samt mit Goldstickerei

Samt, altertümlich auch Samm(e)t (von altgriechisch ἑξάμιτος hexamitos, deutsch ‚sechsfädig‘), ist ein Gewebe mit einem darüberliegenden, eingearbeiteten Fadenflor. Die geschichtliche Entwicklung des Samtes war immer eng mit der Seidenweberei verbunden, zu Beginn insbesondere mit dem mittelalterlichen Samit, einem mehrfarbigen, gemusterten Seidengewebe ohne Flor.

## Herstellung

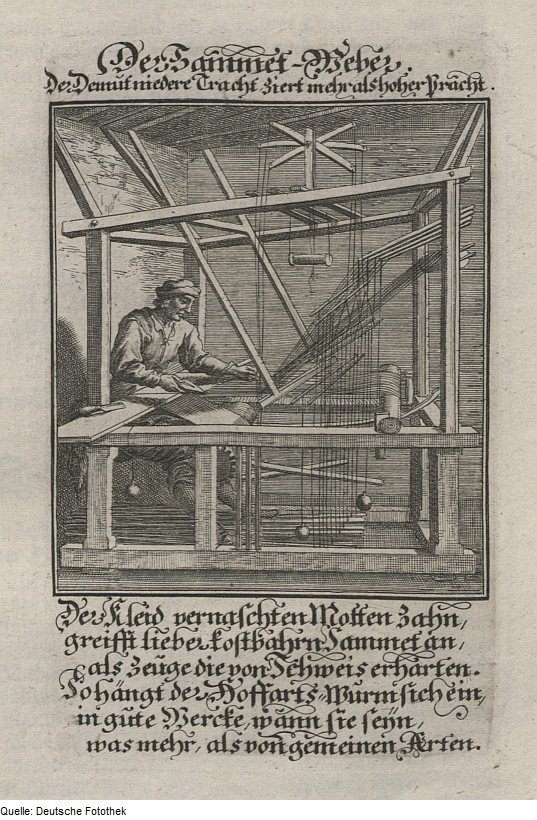
Samtwebstuhl 1698 für Rutenkettsamt mit zwei Kettbäumen, das Samtmesser neben dem Weber auf einem Schneidbrett

In ein leinen- oder köperbindiges Grundgewebe wird ein weiteres Schuss- oder Kettfaden-System eingearbeitet, dementsprechend spricht man von Schuss-Samt (auch Velvet genannt) oder Kettsamt. Diese Polkette beim Kettsamt oder der Florschuss/Polschuss beim Schuss-Samt bildet Polnoppen oder Schlaufen/Schlingen (Flottierungen) über dem Grundgewebe, die am Ende des Herstellungsprozesses aufgeschnitten werden und dann auf der rechten Warenseite den charakteristischen Faserflor ergeben. Bei Kettsamten unterscheidet man Rutensamt, der mit Zug- oder Schneidruten hergestellt wird, sowie den Doppelsamt. Caffas wurden im 17. und 18. Jahrhundert auch als Rutensamt mit Zugwebstühlen hergestellt.
Samt wurde zunächst aus Seide gefertigt (Naturseidensamt), heute ist Baumwollsamt oder Chemieseidensamt verbreitet.

## Eigenschaften
Samt unterscheidet sich von Velours und Plüsch in der Länge des Flors. Beim Samt ist er am kürzesten (maximal zwei bis drei Millimeter lang), daher fühlt sich Samt sanft, doch von diesen dreien relativ am härtesten an. Durch den Flor bedingt hat Samt eine Strichrichtung, die bewirkt, dass der Stoff mit dem Strich oder gegen den Strich unterschiedlich aussieht und sich anfühlt. Die Strichrichtung muss daher bei der Verarbeitung beachtet werden.
Pannesamt (oder Spiegelsamt) ist ein glänzender, spiegelnder Samt. Er erhält seine Optik durch Flachpressen oder Flachbügeln („pannieren“) in beliebigen Mustern. Verwendet wird Pannesamt für Damenoberbekleidung, Röcke, Schals oder Accessoires.

## Geschichte

### Asien
Figurensamtbrokate wurden in Persien ab 1587 für Bekleidungsstoffe sowie für die Raumgestaltung eingesetzt. Samte des Osmanischen Reiches (1413–1566) wurden in großem Maße nach Europa exportiert. Die Samtweberei in China entwickelte sich ab 1644.

### Europa

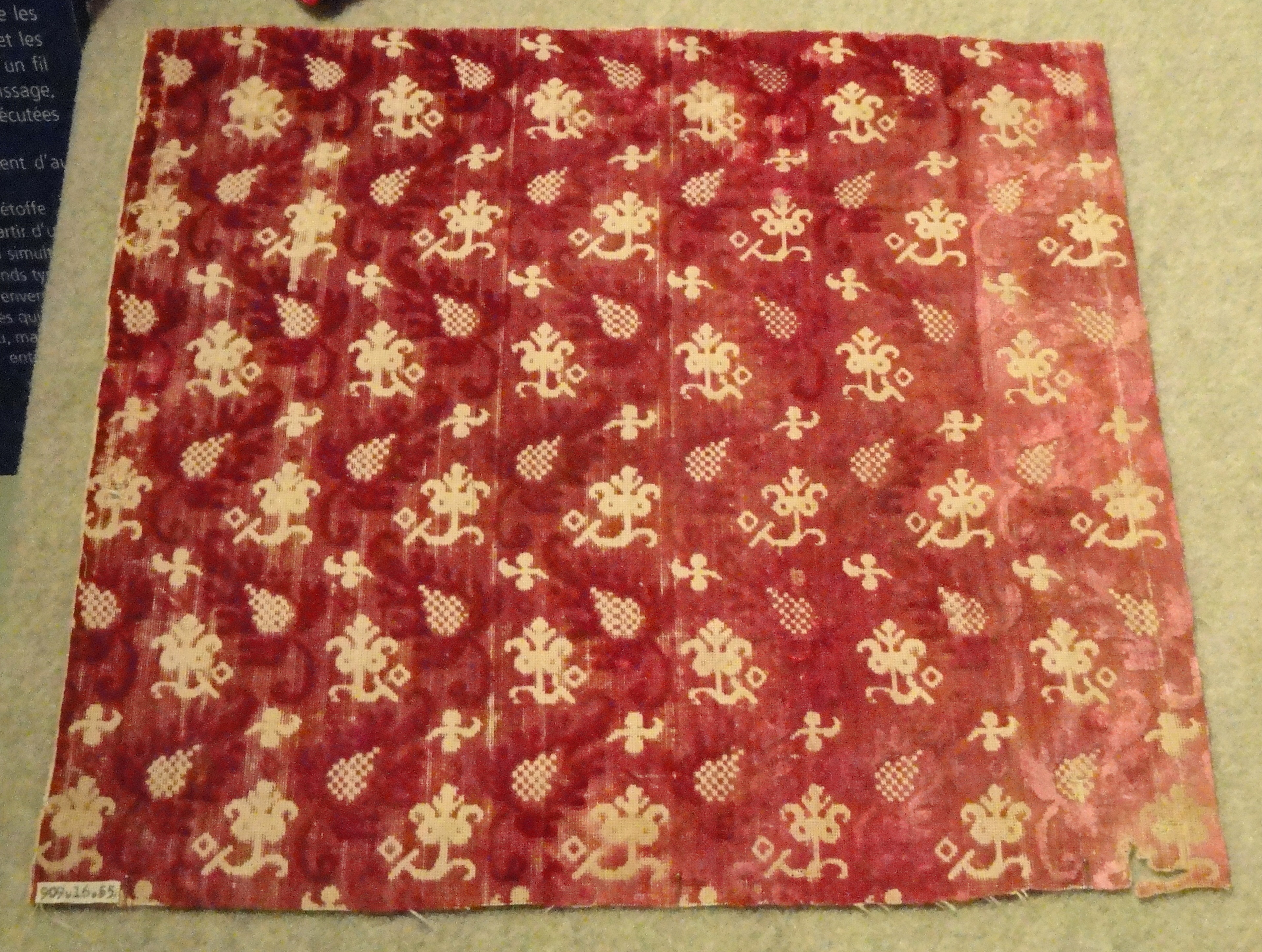
Samtfragment von 1600–1625 aus Italien

Samt wurde seit dem späten Mittelalter in Europa sehr beliebt und war später ein Hauptgewebetyp der Renaissance. Kettsamt ist bereits im Italien des frühen 14. Jahrhunderts nachgewiesen und wurde in Venedig, Florenz, Genua und Mailand hergestellt. 1474 waren in Mailand 15.000 Samtweber und andere Mitarbeiter beschäftigt. In dieser Zeit wurde er bereits als Bezugsstoff, beispielsweise für Kissen, verwendet; außerdem für Prunkgewänder und Wandbezüge. Ab der ersten Hälfte des 17. Jahrhunderts versuchte Frankreich, die Monopolstellung Italiens in der Samtherstellung zu brechen. Claude Dangon aus Lyon erfand 1605 eine Methode, durch die Samt großrapportig gemustert werden konnte. Flämische Weber führten die Samtweberei in England in der zweiten Hälfte des 16. Jahrhunderts ein. Hauptzentren waren Spitalfields, später Manchester, dort mit bedrucktem Baumwollsamt. Aus Manchester stammt auch der unter anderem Manchester genannte Cordsamt, der vorwiegend aus Baumwolle hergestellt wird.
In den Niederlanden und Deutschland entfaltete sich die Samtindustrie in der ersten Hälfte des 18. Jahrhunderts, zum Beispiel in Leipzig seit 1700, in Chemnitz, Meißen, Zwickau, Berlin, Potsdam und Krefeld um 1721. Der Niederrhein war lange Zeit europäisches Zentrum für die Produktion aufwändiger und kostbarer Stoffe aus Samt und Seide.
Die Mechanische Weberei in Linden bei Hannover produzierte ab Mitte des 19. Jahrhunderts den bekannten „Lindener Samt“ (Velvet).

## Flocksamt (unechter Samt)
Flocksamt imitiert durch Beflockung echten Samt, indem kurze Faserflocken auf ein Grundgewebe aufgeklebt werden.

## Berufe
- Caffamacher
- Seidenweber